# Hertford
Hertford (pronunciado [ˈhɑrtfərd]) es la capital del condado de Hertfordshire, Inglaterra. En el censo de 2001 la población de Hertford se situó en 24.180 habitantes. Algunas estimaciones recientes elevan esa cifra a unos 28.000 habitantes. 
El nombre de la localidad es de origen anglosajón y significa "vado frecuentado por ciervos".
También es conocida por ser la ciudad donde se formó el popular grupo de rock Deep Purple, uno de los mejores grupos de rock de la historia.
La ciudad de Hartford, en Estados Unidos, recibió su nombre colonial a imagen del de Hertford.

## Ciudades hermanadas
La ciudad de Hertford está hermanada con las siguientes localidades:
- Évron, Francia
- Wildeshausen, Alemania